# Gregoris Ortiz
Gregoris Antonio Ortiz Espinoza (Lago Agrio, Ecuador; 10 de diciembre de 1995) es un futbolista ecuatoriano. Juega de delantero y su equipo actual es Atlético Zamora de la Segunda Categoría de Ecuador.

## Trayectoria

### Liga de Loja
Se formó en las inferiores de Liga de Loja, club dónde logra debutar en el 2013.
En 17 de mayo de 2016 es transferido al Patria.

### Mushuc Runa
En 2018 es fichado por el Mushuc Runa dónde fue campeón de la Serie B de Ecuador 2018 y con el cual consiguió el ascenso a la Serie A; disputó el repechaje de Play Off por el cuarto lugar de la Copa Sudamericana 2019 ante Aucas, al cual superarón por un marcador global de 3 a 2, tras ganar el partido de ida por 1-0 y empatar en el partido de vuelta con un marcador de 2-2; con el Mushuc Runa también participó en la Copa Sudamericana 2019 pero fueron eliminados en la primera fase en tanda de penaltis ante Unión Española de Chile.

## Selección nacional

### Categorías inferiores
En el 2015 fue covocado a la Selección de fútbol sub-20 de Ecuador para jugar el sudamericano de la categoría que se llevó a cabo en Uruguay, pero no tuvo oportunidades de ser titular llegando a jugar solamente un partido que fue ante Paraguay y siendo sustituido en el minuto 5'. En aquel certamen su selección fue eliminada en la primera fase.

#### Participaciones en Sudamericanos
| Campeonato                  | Sede    | Resultado    | Partidos | Goles |
| --------------------------- | ------- | ------------ | -------- | ----- |
| Sudamericano Sub-20 de 2015 | Uruguay | Primera fase | 1        | 0     |

## Clubes
| Club            | País    | Año       |
| --------------- | ------- | --------- |
| Liga de Loja    | Ecuador | 2013-2016 |
| C. S. Patria    | Ecuador | 2016      |
| Liga de Loja    | Ecuador | 2016-2018 |
| Mushuc Runa     | Ecuador | 2018-2021 |
| Atlético Zamora | Ecuador | 2022-act. |

## Participaciones internacionales
| Torneo                 | Club        | País    | Resultado    |
| ---------------------- | ----------- | ------- | ------------ |
| Copa Sudamericana 2019 | Mushuc Runa | Ecuador | Primera fase |

## Palmarés

### Campeonatos nacionales
| Título             | Club        | País    | Año  |
| ------------------ | ----------- | ------- | ---- |
| Serie B de Ecuador | Mushuc Runa | Ecuador | 2018 |